# Hikaru Takata
Hikaru Takata (jap. 佐藤匡記 Takata Hikaru; ur. 28 sierpnia 2001) – japoński zapaśnik walczący w stylu wolnym. Zajął dziesiąte miejsce na mistrzostw Azji w 2025. 
Trzeci na MŚ U-23 w 2023 roku.